# Fiolax
Fiolax (lat. Fiola; Gefäß) ist ein Markenname der Schott AG, der für eine Glassorte zur Medikamentenverpackung verwendet wird.
Otto Schott entwickelte 1911 ein Borosilikat-Glasrohr, das sich besonders gut zur Herstellung von Ampullen eignete. Das Glas wurde noch im selben Jahr unter dem Markennamen Fiolax registriert und ist bis heute eines der wichtigsten Produkte der Schott AG am Standort Mitterteich. Es wird heute zur Fertigung von Primärpackmitteln, wie Ampullen, Fläschchen, Karpulen (u. a. für Pensysteme) und Spritzen verwendet. Dieses Borosilikatglas (Neutralglas) der ersten hydrolytischen Klasse (Typ-I-Glas) eignet sich aufgrund seiner hohen chemischen Beständigkeit, Dichtheit und Festigkeit für die Aufbewahrung sensibler Pharmazeutika, Generika und moderner Biotech-Medikamente, insbesondere für die parenterale Anwendung. Für lichtempfindliche Medikamente bietet darüber hinaus eine braune Variante von Fiolax wirksamen Schutz.